# Chicony Electronics Headquarters
Das Chicony Electronics Headquarters (chinesisch 群光電子總部大樓, Pinyin Qún guāngdiànzǐ zǒngbù dàlóu) ist ein 39-stöckiger Wolkenkratzer in Sanchong, Neu-Taipeh, Taiwan. Das Chicony Electronics Headquarters hat eine strukturelle Höhe von 181 Metern.
Der Wolkenkratzer wurde 2015 fertiggestellt. In der  Liste der höchsten Gebäude in Taiwan legt er auf Platz 15. Die Höhe des Gebäudes beträgt 181 m, die Grundfläche beträgt 98.458,19 m² und es umfasst 39 oberirdische Stockwerke sowie 4 Untergeschosse.